# ワン・ツー・チータ!
『ワン・ツー・チータ!』は、NET系列局で放送されていたNETテレビ（現・テレビ朝日）製作のバラエティ番組である。製作局のNETテレビでは1972年10月4日から1973年9月26日まで、毎週水曜 19:00 - 19:30 （日本標準時）に放送。

## 概要
毎回会場に子供たちを集めて行われていた公開番組。番組は司会担当の水前寺清子による「ブギウギ・チータ」で賑やかに開幕した後、会場の子供たちをステージに上げ、花嫁人形とのお見合いをさせたり、ゲストと来場者がリズムの練習をしたり、司会の水前寺が自身の持ち歌を披露したりしていた。番組には水前寺のほか、着ぐるみのマスコットが2体出演していた。収録は主に首都圏の公会堂で行われていた。
1973年に入ってからは司会に藤村俊二が加わり、司会担当の2人によるコント、ゲスト歌手による自身の持ち歌の披露、童謡の指導などが繰り広げられた。また、番組に関連して、童謡を中心にさらには水前寺の持ち歌、かつてのヒット歌謡曲なども掲載した歌集『チータとうたおう』を発行。第1集は約2万部を発行した。
当初は1973年3月末までの放送予定だったが、好評のため9月までの延長が決定した。